# Sivapithecus alpani
Sivapithecus alpani ist eine ausgestorbene Art der Primaten aus der Gattung Sivapithecus in der Familie der Menschenaffen, die während des späten Miozäns in der Türkei vorkam. Ein in der Nähe der Stadt Çandır (Kalecik, Provinz Ankara) entdeckter Unterkiefer, der in der Erstbeschreibung von Sivapithecus alpani im Jahr 1974 zu dieser Art gestellt wurde, stammt aus einer Erdschicht, deren Alter anhand von Leitfossilien ins Tortonium – in die Zeit vor rund 10 Millionen Jahren – datiert wurde.

## Namensgebung
Die Bezeichnung der Gattung Sivapithecus verweist auf den Hindu-Gott Shiva, da die ersten ihr zugeordneten Funde in Indien entdeckt wurden. Ferner wird Bezug  genommen auf das griechische Wort πίθηκος (altgriechisch ausgesprochen píthēkos: „Affe“).
Das Epitheton alpani ehrt Sadrettin Alpan, den ehemaligen Generaldirektor des türkischen M.T.A. (Maden ve Tetkik Arama Genel Müdürlüğü, Mineral Research & Exploration General Directorate). Sivapithecus alpani bedeutet somit sinngemäß „alpanischer Affe des Gottes Shiva“.

## Erstbeschreibung
Als Holotypus von Sivapithecus alpani wurde der in der Erstbeschreibung durch İbrahim Tekkaya ein vollständig erhaltener, aber in zwei Teile zerbrochener und nur noch teilweise bezahnter Unterkiefer ausgewiesen, der 1973 in der Fundstelle Hırsızderesi geborgen worden war. In situ vorhanden waren linksseitig Vorderbackenzahn (Prämolar) P3, großer Backenzahn (Molar) M1 bis M3 sowie rechtsseitig P4 bis M3; Schneidezähne und Eckzähne waren abgebrochen, jedoch blieben deren Zahnwurzeln erhalten. Der Bezahnung wurden teils menschenaffenähnliche, teils menschenähnliche Merkmale zugeschrieben („both anthropoid and Homo characteristics“), wobei die Merkmalskombination sich sowohl von Ankarapithecus meteai (vormals: Sivapithecus meteai) als auch von Dryopithecus fontani, Oreopithecus bambolii und ähnlich alten Fossilien unterscheide; den Wurzeln der Schneidezähne wurde eine große Ähnlichkeit mit denen von Paranthropus zugeschrieben („very similar to Paranthropus“).

## Stammesgeschichtliche Einordnung
Der verwandtschaftliche Zuordnung der Art ist unklar: Der 1974 als Sivapithecus alpani zugehörig beschriebene Unterkiefer (das Typusexemplar der Art) wurde bereits 1976 vom Autor der Erstbeschreibung zur Art Ramapithecus wickeri gestellt, die später in Kenyapithecus wickeri aufging. In der Paleobiology Database wird die Art hingegen als Juniorsynonym von Griphopithecus ausgewiesen und zu Griphopithecus alpani gestellt.

## Belege
1. 1 2  İbrahim Tekkaya: A new species of Tortonian anthropoid (Primates, Mammalia) from Anatolia. In: Bulletin of the Mineral Research and Exploration Institute of Turkey. Band 83, 1974, S. 148–165.
2. ↑  Winfried Henke: Zum Ursprung der Hominidae. In: Naturwissenschaften. Band 68, Nr. 8, 1981, S. 410, doi:10.1007/BF01079708.
3. ↑  Bernard Wood: Human origins: fossil evidence and current problems of analysis and interpretation. In: Richard John Harrison, Robert Lewis Holmes: Progress in anatomy. Vol. 1: Mammals – Anatomy. Cambridge University Press, Cambridge 1981, S. 235.
4. ↑  Eintrag zu Sivapithecus alpani in der Paleobiology Database.